# Ятернице

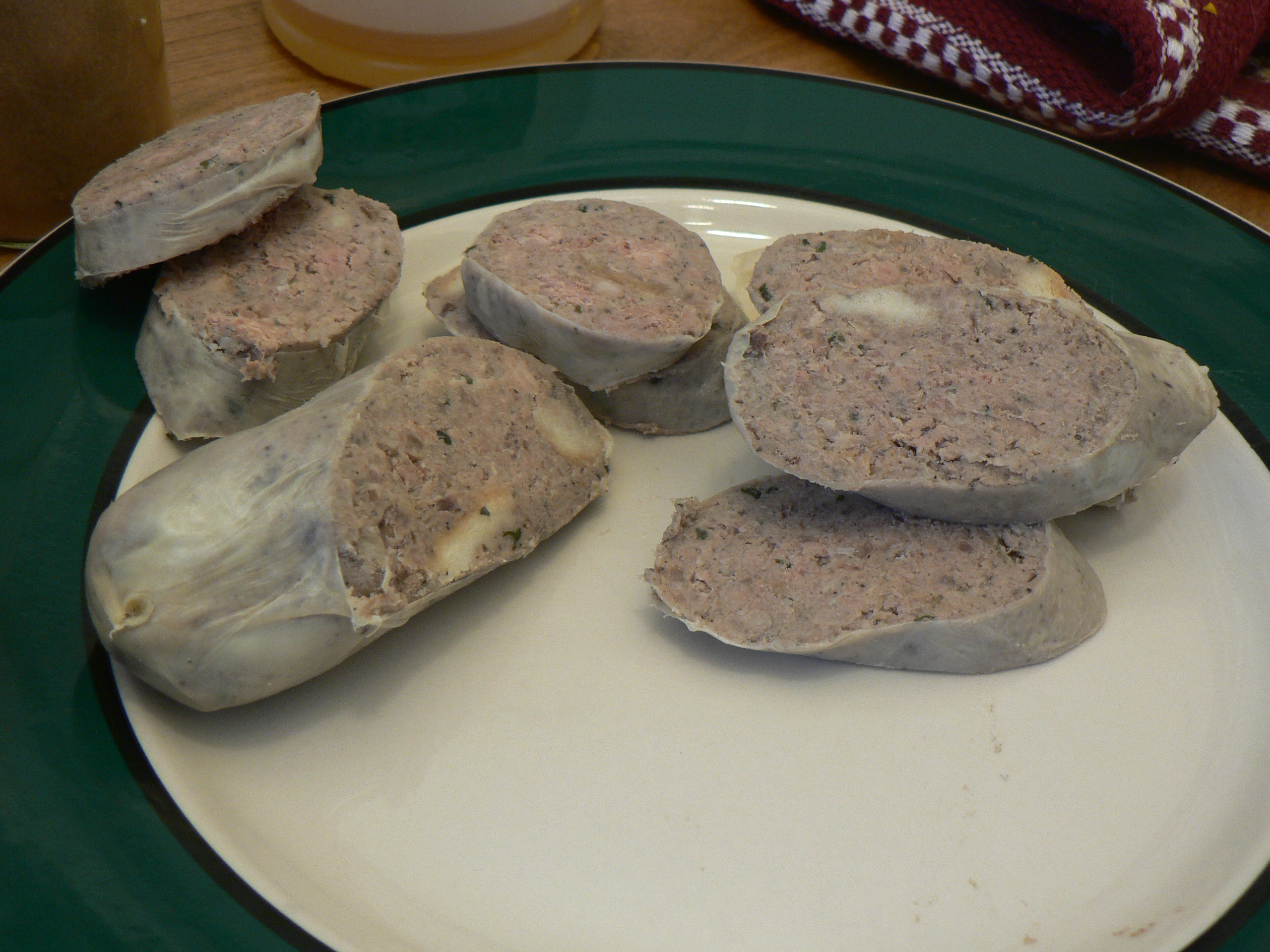
Ятернице или ливерная колбаса по-словацки.

Ятернице (словац. Jaternice) — словацкие колбаски, приготавливаемые из свиного мяса, субпродуктов и чёрствого хлеба. По традиции готовится в домашних хозяйствах после забоя свиньи.

## Ингредиенты
Основными ингредиентами являются субпродукты и менее ценное мясо:
- Моравская колбаса — мясо из варёной головы, отварной кожи, сырой печени, бульона, специй.
- Чешские колбаски — подбородок, свинина, субпродукты (легкие и селезенка), печень, белый хлеб, бульон, специи.

Специи: соль, молотый перец, молотый душистый перец, майоран, молотый имбирь, чеснок (в некоторых областях также лук).
Соотношение ингредиентов варьируется в рецептах в зависимости от региона и традиций.

## Приготовление и подача
Ингредиенты пропускаются через мясорубку. Вручную или с помощью специальной насадки на мясорубке ими наполняются подготовленные кишки. Затем они отвариваются в несильно кипящей воде, до тех пор, пока не всплывут. Колбаски подаются с луком и уксусом, жареными, запечёнными. Один из вариантов подачи — колбаса намазывается на хлеб.
Ятернице обычно готовятся после закалывания свиньи. Ввиду того, что срок их годности ограничен несколькими днями (особенно, когда добавлена булочка), по традиции большая часть колбас сразу распространялась по всей деревне, соседям, семье, знакомым. Поскольку в прежние времена свиней содержали в большинстве ферм, а убой свиней проводили постоянно, у всех были свежие ятерницы.